# Russell Hunter
Russell Ellis Hunter (15 de abril de 1929-25 de agosto de 1996) fue un escritor, autor de teatro y compositor afincado en Denver. Fue conocido por escribir el guion de la película Al final de la escalera.